# Unione Sovietica ai Giochi della XXI Olimpiade
L'Unione Sovietica partecipò ai Giochi della XXI Olimpiade che si sono svolti a Montréal dal 17 luglio al 1º agosto 1976, con una delegazione di 410 atleti impegnati in 22 discipline per un totale di 189 competizioni. Portabandiera alla cerimonia di apertura fu il pesista Vasilij Alekseev, alla sua seconda Olimpiade, già medaglia d'oro a Monaco di Baviera 1972.
Come nell'edizione precedente, la squadra conquistò il primo posto nel medagliere complessivo con un bottino di 125 medaglie: 49 d'oro, 41 d'argento e 35 di bronzo. I sovietici primeggiarono nei medaglieri della canoa/kayak, della ginnastica, della lotta, della scherma, e dominarono le gare di sollevamento pesi con sette vittorie su nove titoli in palio. Vinsero inoltre i tornei di pallacanestro femminile e di pallamano maschile e femminile. Gli atleti più titolati furono due ginnasti: Nikolaj Andrianov, con sette medaglie di cui quattro d'oro, e la diciottenne Nelli Kim, vincitrice di tre medaglie d'oro e una d'argento.

## Medaglie
| Medaglia | Nome | Sport              | Evento                       |
| -------- | --- | ------------------ | ---------------------------- |
| Oro      | Viktor Saneev | Atletica leggera   | Salto triplo                 |
| Oro      | Jurij Sedych | Atletica leggera   | Lancio del martello          |
| Oro      | Tat'jana Kazankina | Atletica leggera   | 800 metri                    |
| Oro      | Tat'jana Kazankina | Atletica leggera   | 1500 metri                   |
| Oro      | Aleksandr Rogov | Canoa/kayak        | C1 500 m                     |
| Oro      | Serhij Petrenko Aleksandr Vinogradov | Canoa/kayak        | C2 500 m                     |
| Oro      | Serhij Petrenko Aleksandr Vinogradov | Canoa/kayak        | C2 1000 m                    |
| Oro      | Serhij Nahornyj Vladimir Romanovskij | Canoa/kayak        | K2 1000 m                    |
| Oro      | Serhij Čuchraj Aleksandr Degtjarëv Jurij Filatov Vladimir Morozov | Canoa/kayak        | K4 1000 m                    |
| Oro      | Nina Gopova Galina Kreft | Canoa/kayak        | K2 500 m                     |
| Oro      | Vladimir Ešinov Nikolaj Ivanov Michail Kuznecov Aleksandr Klepikov Aleksandr Lukjanov | Canottaggio        | Quattro con                  |
| Oro      | Anatolij Čukanov Valerij Čaplygin Vladimir Kaminskij Aavo Pikkuus | Ciclismo           | Cronometro a squadre         |
| Oro      | Nikolaj Andrianov | Ginnastica         | Concorso individuale         |
| Oro      | Nikolaj Andrianov | Ginnastica         | Anelli                       |
| Oro      | Nikolaj Andrianov | Ginnastica         | Corpo libero                 |
| Oro      | Nikolaj Andrianov | Ginnastica         | Volteggio                    |
| Oro      | Nelli Kim | Ginnastica         | Corpo libero                 |
| Oro      | Nelli Kim | Ginnastica         | Volteggio                    |
| Oro      | Svetlana Grozdova Elvira Saadi Marija Filatova Vol'ha Korbut Ljudmila Turiščeva Nelli Kim | Ginnastica         | Concorso a squadre           |
| Oro      | Vladimir Nevzorov | Judo               | Fino a 70 kg                 |
| Oro      | Serhij Novikov | Judo               | Oltre 93 kg                  |
| Oro      | Aleksei Šumakov | Lotta greco-romana | Pesi mosca leggeri           |
| Oro      | Vitalij Konstantinov | Lotta greco-romana | Pesi mosca                   |
| Oro      | Suren Nalbandjan | Lotta greco-romana | Pesi leggeri                 |
| Oro      | Anatolij Bykov | Lotta greco-romana | Pesi welter                  |
| Oro      | Valerij Rezancev | Lotta greco-romana | Pesi medio-massimi           |
| Oro      | Nikolaj Balbošin | Lotta greco-romana | Pesi massimi                 |
| Oro      | Oleksandr Kolčyns'kyj | Lotta greco-romana | Pesi super-massimi           |
| Oro      | Vladimir Jumin | Lotta libera       | Pesi piuma                   |
| Oro      | Pavel Pinigin | Lotta libera       | Pesi leggeri                 |
| Oro      | Levan Tediašvili | Lotta libera       | Pesi medio-massimi           |
| Oro      | Ivan Jarygin | Lotta libera       | Pesi massimi                 |
| Oro      | Soslan Andiev | Lotta libera       | Pesi super-massimi           |
| Oro      | Marina Koševaja | Nuoto              | 200 rana                     |
| Oro      | Unione Sovietica | Pallacanestro      | Torneo femminile             |
| Oro      | Viktor Krovopuskov | Scherma            | Sciabola                     |
| Oro      | Viktor Krovopuskov Ėduard Vinokurov Viktor Sidjak Vladimir Nazlymov Michail Burcev | Scherma            | Sciabola a squadre           |
| Oro      | Elena Novikova-Belova Ol'ga Knjazeva Valentina Sidorova Nailja Giljazova Valentina Nikonova | Scherma            | Fioretto a squadre           |
| Oro      | Elena Vajcechovskaja | Tuffi              | Piattaforma 10 m             |
| Oro      | Aleksandr Resanov Mykola Tomin Serhij Kušnirjuk Jurij Lagutin Vladimir Maksimov Jurij Kidjaev Jurij Klimov Vladimir Kravcov Valerij Hassij Vasilij Il'in Mychajlo Iščenko Aleksandr Anpilogov Jevgenij Černyšëv Anatolij Fedjukin                                                                               | Pallamano          | Torneo maschile              |
| Oro      | Natalija Tymoškina-Šerstjuk Zinaïda Turčyna Halyna Zacharova Rafiga Šabanova Ljudmila Šubina Ljubov' Odinokova-Berežnaja Ljudmyla Pančuk Ljudmyla Poradnyk-Bobrus' Marija Litošenko Nina Lobova Aldona Česaitytė-Nenėnienė Tetjana Hluščenko Larisa Karlova Tetjana Kočerhina-Makarec'                          | Pallamano          | Torneo femminile             |
| Oro      | Aleksandr Voronin | Sollevamento pesi  | Pesi mosca                   |
| Oro      | Nikolaj Kolesnikov | Sollevamento pesi  | Pesi gallo                   |
| Oro      | Petro Korol' | Sollevamento pesi  | Pesi leggeri                 |
| Oro      | Valeryj Šaryj | Sollevamento pesi  | Pesi massimi leggeri         |
| Oro      | David Rigert | Sollevamento pesi  | Pesi medio-massimi           |
| Oro      | Jurij Zajcev | Sollevamento pesi  | Pesi massimi                 |
| Oro      | Vasilij Alekseev | Sollevamento pesi  | Pesi super-massimi           |
| Oro      | Aleksandr Gazov | Tiro               | Bersaglio mobile 50 m        |
| Argento  | Evgenij Mironov | Atletica leggera   | Getto del peso               |
| Argento  | Aleksej Spiridonov | Atletica leggera   | Lancio del martello          |
| Argento  | Tat'jana Anisimova | Atletica leggera   | 100 ostacoli                 |
| Argento  | Nadežda Čižova | Atletica leggera   | Getto del peso               |
| Argento  | Vasyl' Jurčenko | Canoa/kayak        | C1 1000 m                    |
| Argento  | Tat'jana Koršunova | Canoa/kayak        | K1 500 m                     |
| Argento  | Serhij Nahornyj Vladimir Romanovskij | Canoa/kayak        | K2 500 m                     |
| Argento  | Dmitrij Bechterev Jurij Šurkalov Jurij Lorencson | Canottaggio        | Due con                      |
| Argento  | Evgenij Duleev Jurij Jakimov Aivars Lazdenieks Vytautas Butkus | Canottaggio        | Quattro senza                |
| Argento  | Anna Kondrašina Mira Brjunina Larissa Aleksandrova-Popova Galina Ermolaeva Nadežda Černyšëva | Canottaggio        | Quattro con                  |
| Argento  | Ljubov' Talalaeva Nadežda Roščina Klavdija Kozenkova Elena Zubko Ol'ha Kolkova Nelli Tarakanova Nadija Rozhon Ol'ha Huzenko Ol'ha Puhovs'ka | Canottaggio        | Otto                         |
| Argento  | Vladimir Osokin Aleksandr Perov Vitalij Petrakov Viktor Sokolov | Ciclismo           | Inseguimento a squadre       |
| Argento  | Nelli Kim | Ginnastica         | Concorso individuale         |
| Argento  | Vol'ha Korbut | Ginnastica         | Trave                        |
| Argento  | Ljudmila Turiščeva | Ginnastica         | Corpo libero                 |
| Argento  | Ljudmila Turiščeva | Ginnastica         | Volteggio                    |
| Argento  | Nikolaj Andrianov | Ginnastica         | Parallele                    |
| Argento  | Aleksandr Ditjatin | Ginnastica         | Anelli                       |
| Argento  | Vladimir Marčenko | Ginnastica         | Corpo libero                 |
| Argento  | Vladimir Tichonov Gennadij Krysin Vladimir Marčenko Aleksandr Ditjatin Vladimir Markelov Nikolaj Andrianov | Ginnastica         | Concorso a squadre           |
| Argento  | Valerij Dvojnikov | Judo               | Fino a 80 kg                 |
| Argento  | Ramaz Charšiladze | Judo               | Fino a 93 kg                 |
| Argento  | Nel'son Davidjan | Lotta greco-romana | Pesi piuma                   |
| Argento  | Vladimir Čeboksarov | Lotta greco-romana | Pesi medi                    |
| Argento  | Roman Dmitriev | Lotta libera       | Pesi mosca leggeri           |
| Argento  | Aleksandr Ivanov | Lotta libera       | Pesi mosca                   |
| Argento  | Viktor Novožilov | Lotta libera       | Pesi medi                    |
| Argento  | Ljubov' Rusanova | Nuoto              | 100 rana                     |
| Argento  | Marina Jurčenja | Nuoto              | 200 rana                     |
| Argento  | Vladimir Raskatov Andrej Bogdanov Sergej Kopljakov Andrej Krylov | Nuoto              | Staffetta 4x200 stile libero |
| Argento  | Aleksandr Ermilov Vjačeslav Zajcev Jurij Starunskij Vladimir Ulanov Anatolij Poliščuk Aleksandr Savin Pavel Selivanov Vladimir Kondra Oleh Moliboha Vladimir Černyšëv Efim Čulak Vladimir Dorochov | Pallavolo          | Torneo maschile              |
| Argento  | Zoja Jusova Inna Ryskal' Ljudmila Ščetinina Nina Smoleyeva Lilija Osadčaja Anna Rostova Ljubov' Rudovskaja Ol'ga Kozakova Natal'ja Kušnir Nina Muradjan Larisa Bergen Ljudmila Černyšëva | Pallavolo          | Torneo femminile             |
| Argento  | Pavel Lednëv | Pentathlon moderno | Gara individuale             |
| Argento  | Rufat Riskiev | Pugilato           | Pesi medi                    |
| Argento  | Vladimir Nazlymov | Scherma            | Sciabola                     |
| Argento  | Aleksandr Roman'kov | Scherma            | Fioretto                     |
| Argento  | Vardan Militosjan | Sollevamento pesi  | Pesi medi                    |
| Argento  | Aleksandr Kedjarov | Tiro               | Bersaglio mobile 50 m        |
| Argento  | Valentina Kovpan | Tiro con l'arco    | Gara individuale femminile   |
| Argento  | Andrej Balašov | Vela               | Classe Finn                  |
| Argento  | Valentin Mankin Vladislav Akimenko | Vela               | Classe Star                  |
| Bronzo   | Valerij Borzov | Atletica leggera   | 100 metri                    |
| Bronzo   | Evgenij Gavrilenko | Atletica leggera   | 400 ostacoli                 |
| Bronzo   | Aleksandr Aksinin Nikolaj Kolesnikov Jurij Silov Valerij Borzov | Atletica leggera   | Staffetta 4×100 m            |
| Bronzo   | Aleksandr Baryšnikov | Atletica leggera   | Getto del peso               |
| Bronzo   | Anatolij Bondarčuk | Atletica leggera   | Lancio del martello          |
| Bronzo   | Mykola Avilov | Atletica leggera   | Decathlon                    |
| Bronzo   | Natal'ja Lebedeva | Atletica leggera   | 100 ostacoli                 |
| Bronzo   | Tat'jana Proročenko Ljudmila Žarkova Nadežda Besfamil'naja Vera Anisimova | Atletica leggera   | Staffetta 4×100 m            |
| Bronzo   | Inta Kļimoviča Ljudmila Aksënova Natal'ja Sokolova Nadežda Il'ina | Atletica leggera   | Staffetta 4×400 m            |
| Bronzo   | Lidija Alfeeva | Atletica leggera   | Salto in lungo               |
| Bronzo   | Vladimir Astapovskij Oleh Blochin Leonid Burjak Vladimir Fëdorov Mychajlo Fomenko Viktor Kolotov Anatolij Kon'kov Viktor Matvijenko Aleksandr Minaev Leonid Nazarenko Volodymyr Onyščenko Aleksandr Vladimirovič Prochorov Davit Q'ipiani Stefan Reško Volodymyr Troškin Volodymyr Veremjejev Viktor Zvjagincev | Calcio             | Torneo maschile              |
| Bronzo   | Raul Arnemann Nikolaj Kuznecov Valerij Dolinin Anušavan Gasan-Džalalov | Canottaggio        | Quattro senza                |
| Bronzo   | Elena Antonova | Canottaggio        | Singolo                      |
| Bronzo   | Eleonora Kaminskaitė Genovaitė Ramoškienė | Canottaggio        | Due di coppia                |
| Bronzo   | Nadežda Sevost'janova Ljudmila Krochina Galina Mišenina Anna Pasocha Lidija Krylova | Canottaggio        | Quattro con                  |
| Bronzo   | Ljudmila Turiščeva | Ginnastica         | Concorso individuale         |
| Bronzo   | Nikolaj Andrianov | Ginnastica         | Cavallo con maniglie         |
| Bronzo   | Šota Čočošvili | Judo               | Categoria Open               |
| Bronzo   | Farchat Mustafin | Lotta greco-romana | Pesi gallo                   |
| Bronzo   | Volodymyr Raskatov | Nuoto              | 400 stile libero             |
| Bronzo   | Arvydas Juozaitis | Nuoto              | 100 rana                     |
| Bronzo   | Andrej Smirnov | Nuoto              | 400 misti                    |
| Bronzo   | Marina Koševaja | Nuoto              | 100 rana                     |
| Bronzo   | Ljubov' Rusanova | Nuoto              | 200 rana                     |
| Bronzo   | Unione Sovietica | Pallacanestro      | Torneo maschile              |
| Bronzo   | David Torosjan | Pugilato           | Pesi mosca                   |
| Bronzo   | Viktor Rybakov | Pugilato           | Pesi gallo                   |
| Bronzo   | Vasilij Solomin | Pugilato           | Pesi leggeri                 |
| Bronzo   | Viktor Savčenko | Pugilato           | Pesi medio-leggeri           |
| Bronzo   | Viktor Sidjak | Scherma            | Sciabola                     |
| Bronzo   | Elena Novikova-Belova | Scherma            | Fioretto                     |
| Bronzo   | Gennadij Luščikov | Tiro               | Fucile 50 m seduti           |
| Bronzo   | Zebiniso Rustamova | Tiro con l'arco    | Gara individuale femminile   |
| Bronzo   | Aleksandr Kosenkov | Tuffi              | Trampolino 3 m               |
| Bronzo   | Uladzimir Alejnik | Tuffi              | Piattaforma 10 m             |

## Risultati

### Pallacanestro
- Uomini

| Atleta | Classifica |
| --- | ---------- |
| V · D · M Nazionale sovietica - Pallacanestro ai Giochi della XXI Olimpiade - Torneo maschile 4 Arzamaskov · 5 Sal'nikov · 6 Miloserdov · 7 Žarmuchamedov · 8 Makeev · 9 Jadėška · 10 S. Belov · 11 Tkačenko · 12 Myškin · 13 Korkia · 14 A. Belov · 15 Žigilij · All. Vladimir Kondrašin | Bronzo     |
| Nazionale sovietica - Pallacanestro ai Giochi della XXI Olimpiade - Torneo maschile |            |
| 4 Arzamaskov · 5 Sal'nikov · 6 Miloserdov · 7 Žarmuchamedov · 8 Makeev · 9 Jadėška · 10 S. Belov · 11 Tkačenko · 12 Myškin · 13 Korkia · 14 A. Belov · 15 Žigilij · All. Vladimir Kondrašin                                                                                               |            |

- Donne

| Atleta | Classifica |
| --- | ---------- |
| V · D · M Nazionale sovietica - Pallacanestro ai Giochi della XXI Olimpiade - Torneo femminile 4 Rupšienė · 5 T. Zacharova · 6 Kurv'jakova · 7 Baryševa · 8 Ovečkina · 9 Šuvaeva · 10 Semënova · 11 N. Zacharova · 12 Ferjabnikova · 13 Sucharnova · 14 Dauniene · 15 Klimova · All. Lidija Alekseeva | Oro        |
| Nazionale sovietica - Pallacanestro ai Giochi della XXI Olimpiade - Torneo femminile |            |
| 4 Rupšienė · 5 T. Zacharova · 6 Kurv'jakova · 7 Baryševa · 8 Ovečkina · 9 Šuvaeva · 10 Semënova · 11 N. Zacharova · 12 Ferjabnikova · 13 Sucharnova · 14 Dauniene · 15 Klimova · All. Lidija Alekseeva                                                                                                |            |

### Pallanuoto
| Atleta | Classifica |                             |
| --- | --- | --------------------------- |
| V · D · M Nazionale maschile sovietica di pallanuoto · Giochi olimpici - Montréal 1976 Klebanov • Kotenko • Dreval' • Dolgušin • Romančuk • Kabanov • Barkalov • Mel'nikov • Mshvenieradze • Iselidze • Zacharov · CT : Anatolij Bljumental' | 8* |                             |
| Nazionale maschile sovietica di pallanuoto · Giochi olimpici - Montréal 1976 | |                             |
| Klebanov • Kotenko • Dreval' • Dolgušin • Romančuk • Kabanov • Barkalov • Mel'nikov • Mshvenieradze • Iselidze • Zacharov · CT: Anatolij Bljumental'                                                                                         | Klebanov • Kotenko • Dreval' • Dolgušin • Romančuk • Kabanov • Barkalov • Mel'nikov • Mshvenieradze • Iselidze • Zacharov · CT: Anatolij Bljumental' | Unione Sovietica (bandiera) |